# Ронкаљија-Казе ди Сопра (Пезаро и Урбино)
Ронкаљија-Казе ди Сопра је насеље у Италији у округу Пезаро и Урбино, региону Марке.
Према процени из 2011. у насељу је живело 13 становника. Насеље се налази на надморској висини од 179 м.